# 大泉町立西中学校
大泉町立西中学校（おおいずみちょうりつ にしちゅうがっこう）は、群馬県邑楽郡大泉町にある公立中学校。

## 沿革
- 1986年4月1日 - 大泉町立南中学校より分離、新設校として開校（11学級、448名）。
- 1987年2月26日 - 校歌発表、校旗・校章披露、歌碑除幕式。

## 学校行事
| - 4月 入学式 - 5月 修学旅行 - 6月 | - 7月 - 8月 - 9月 林間学校 | - 10月 - 11月 合唱コンクール - 12月 | - 1月 スキー教室 - 2月 - 3月 卒業式 |

## 学区
- 群馬県邑楽郡大泉町
  - いずみ2丁目
  - 仙石の一部
  - 坂田2丁目 - 7丁目
  - 古氷
  - 寄木戸

## 交通
- 東武鉄道小泉線西小泉駅より徒歩30分